# Kitty Aldridge
Kitty Aldridge, född 1962 i Bahrain, är en brittisk skådespelerska och författare.

## Biografi
Aldridge föddes i Bahrain. Efter att ha utbildat sig vid scenskolan Drama Centre i London, arbetade hon inom film, teater och television som skådespelerska. Hon har bland annat medverkat i filmer som Ett rum med utsikt (1985), Maurice (1987), American Roulette (1988), Slipstream (1989) och Irländsk roulett (1998).
Hennes första bok Pop publicerades 2001 och togs med på långlistan för Orangepriset för fiktion 2002 och kortlistan för Pendleton May First Novel Award 2002. Hennes andra bok Cryers Hill publicerades 2007. År 2011 publicerade hon novellen Arrivederci Les, för vilken hon vann Bridportpriset 2011.
Hennes tredje bok A Trick I Learned from Dead Men publicerades 2012. Den togs med på långlistan för 2013 års Women's Prize for Fiction och i tidningen The Guardians lista "Not the Booker prize" 2012.
Kitty Aldridge är sedan 1997 gift med Mark Knopfler, tidigare frontman i Dire Straits. De har två barn ihop, döttrarna Katya och Isabella.

## Filmografi

### Film
| År   | Titel                      | Roll               | Notering |
| ---- | -------------------------- | ------------------ | -------- |
| 1985 | Ett rum med utsikt         | Nya Lucy           |          |
| 1986 | Gathering Stones           | Anna               | Kortfilm |
| 1987 | Maurice                    | Kitty Hall         |          |
| 1987 | An African Dream           | Katherine Hastings |          |
| 1988 | American Roulette          | Kate Webber        |          |
| 1988 | Tyger Tyger Burning Bright | Tasmin             |          |
| 1989 | Slipstream                 | Belitski           |          |
| 1998 | Irländsk roulett           | Agnes Brinn        |          |

### Television
| År   | Titel                      | Roll             | Notering        |
| ---- | -------------------------- | ---------------- | --------------- |
| 1987 | Porterhouse Blue           | Serena           | "1.4"           |
| 1988 | The Management             | Kitty            | "The Wedding"   |
| 1989 | The Paradise Club          | DI Rosy Campbell | Säsong 1        |
| 1990 | A Little Piece of Sunshine | Sabrina          | TV-film         |
| 1990 | The World of Eddie Weary   | Barbara Daniels  | TV-film         |
| 1992 | Downtown Lagos             | Alice Hughes     | Miniserie       |
| 1993 | Tillbaka till Aidensfield  | Sarah Collins    | "Baby Blues"    |
| 1993 | To Play the King           | Sarah Harding    | Miniserie       |
| 1997 | Iskällaren                 | Anne Cattrell    | Miniserie       |
| 1997 | Cadfael                    | Judith Perle     | "The Rose Rent" |